# Bolivia op de Olympische Zomerspelen 1976
Bolivia nam deel aan de Olympische Zomerspelen 1976 in Montréal, Canada. Net als tijdens de vier eerdere deelnames werd geen medaille gewonnen.

## Deelnemers en resultaten per onderdeel

### Atletiek
| Olympiër        | Onderdeel    | Resultaat | Prestatie |
| --------------- | ------------ | --------- | --------- |
| Lucio Guachalla | marathon (m) | 60e       | 2:45.31   |

### Paardensport
| Olympiër              | Onderdeel      | Resultaat      | Prestatie                |
| Springconcours        | Springconcours | Springconcours | Springconcours           |
| --------------------- | -------------- | -------------- | ------------------------ |
| Roberto Nielsen-Reyes | individueel    | DNF            | 1e ronde: niet gefinisht |

### Schietsport
| Olympiër      | Onderdeel   | Resultaat | Prestatie                       |
| ------------- | ----------- | --------- | ------------------------------- |
| Jaime Sánchez | 50m pistool | 39e       | 531 punten: (88-91-89-89-89-85) |

### Wielersport
| Olympiër    | Onderdeel        | Resultaat | Prestatie      |
| Baan        | Baan             | Baan      | Baan           |
| ----------- | ---------------- | --------- | -------------- |
| Marco Soria | tijdrit (m)      | 26e       | 1.14,480       |
| Weg         |                  |           |                |
| Marco Soria | wegwedstrijd (m) | DNF       | niet gefinisht |

Amerikaanse Maagdeneilanden · Andorra · Antigua en Barbuda · Argentinië · Australië · Bahama's · Barbados · België · Belize · Bermuda · Bolivia · Bondsrepubliek Duitsland · Brazilië · Bulgarije · Canada · Chili · Colombia · Costa Rica · Cuba · Denemarken · Dominicaanse Republiek · Duitse Democratische Republiek · Ecuador · Egypte · Fiji · Filipijnen · Finland · Frankrijk · Griekenland · Groot-Brittannië · Guatemala · Haïti · Honduras · Hongarije · Hongkong · Ierland · IJsland · India · Indonesië · Iran · Israël · Italië · Ivoorkust · Jamaica · Japan · Joegoslavië · Kaaimaneilanden · Kameroen · Koeweit · Libanon · Liechtenstein · Luxemburg · Maleisië · Marokko · Mexico · Monaco · Mongolië · Nederland · Nederlandse Antillen · Nepal · Nicaragua · Nieuw-Zeeland · Noord-Korea · Noorwegen · Oostenrijk · Pakistan · Panama · Papoea-Nieuw-Guinea · Paraguay · Peru · Polen · Portugal · Puerto Rico · Roemenië · San Marino · Saoedi-Arabië · Senegal · Singapore · Sovjet-Unie · Spanje · Suriname · Thailand · Trinidad en Tobago · Tsjecho-Slowakije · Tunesië · Turkije · Uruguay · Venezuela · Verenigde Staten · Zuid-Korea · Zweden · Zwitserland